# Dirección General de Tráfico
La Dirección General de Tráfico (comúnmente conocida como DGT) es un organismo autónomo del Gobierno de España dependiente del Ministerio del Interior responsable de la ejecución de la política vial en las vías de titularidad estatal de España.
En sus labores de vigilancia y control del tráfico, la DGT cuenta con una Unidad de Helicópteros, equipada con 21 helicópteros de los modelos EC120, AS-355N/NP y EC135, estacionados en las bases de Madrid, Valencia, Sevilla, Zaragoza, Málaga, Valladolid y La Coruña.
Fue creada mediante la ley 47/59, de 30 de julio de 1959, sobre regulación de la competencia en materia de tráfico. Desde entonces ha tenido 14 directores generales de tráfico. Desde 2018 está al frente Pere Navarro Olivella.

## Historia

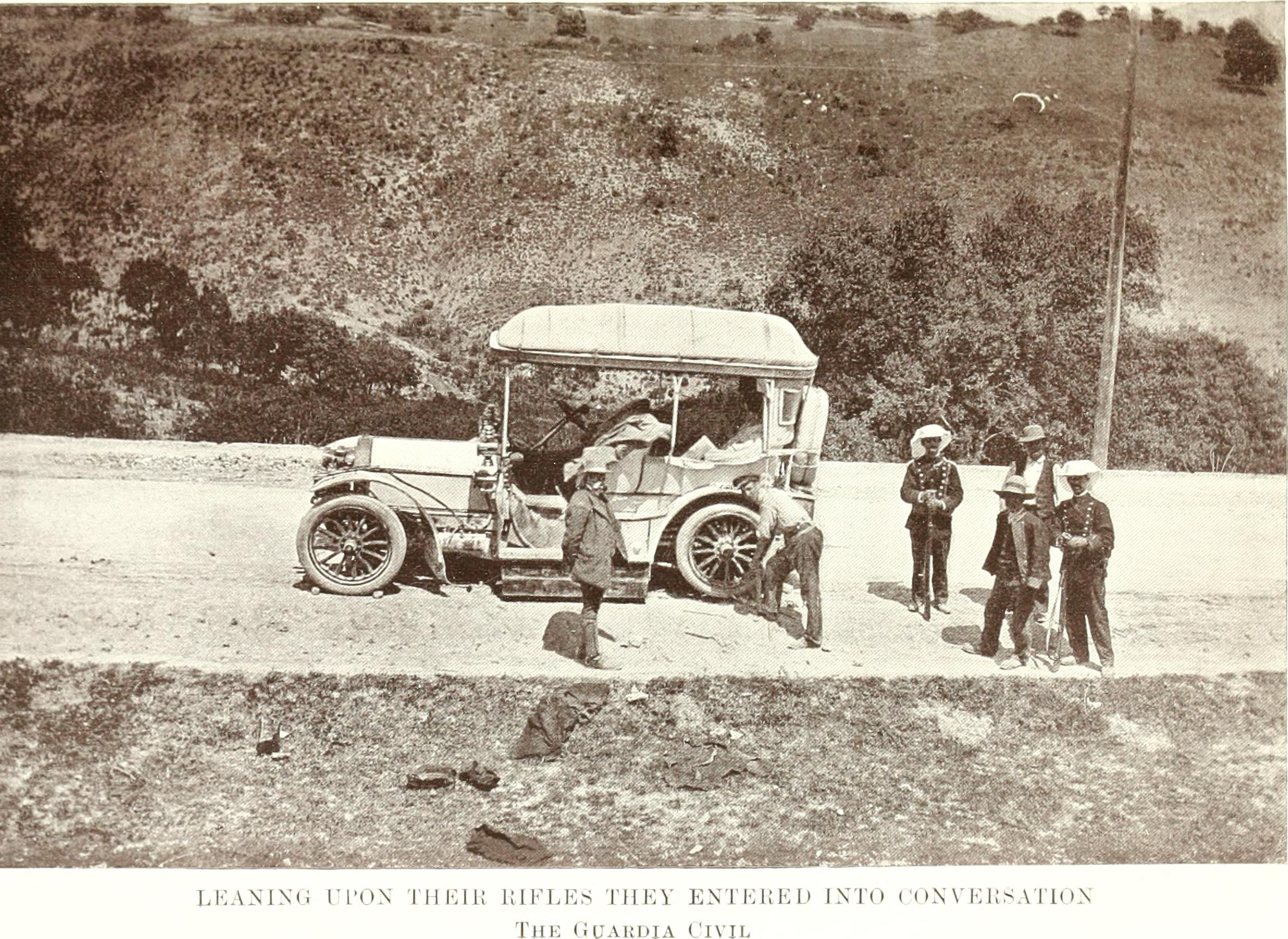
La Guardia Civil atendiendo a un vehículo averiado en Játiva (1908).

Desde 1778, año en el que se dicta Real Decreto que insta a “que el Gobierno de España gestione la seguridad y comodidad de los caminos y tránsitos para la fácil comunicación” hasta la actualidad, el fenómeno circulatorio ha formado parte de la agenda del gobierno español. En 1845, el fundador de la Guardia Civil, Francisco Javier Girón, II Duque de Ahumada, dirigió una circular en la que trataba la importancia de vigilar los Caminos Reales con un Oficial Jefe de la línea al mando.
El fenómeno del tráfico comenzó a desarrollarse de manera creciente en España a finales del siglo XIX. La gestión de la movilidad comenzará el 17 de septiembre de 1900  cuando se aprueba  el Reglamento para el Servicio de Coches Automóviles por las Carreteras del Estado y se matricula el primer vehículo, un Clement que recibió la matrícula PM-1.
Uno de los mayores hitos en gestión del tráfico en el siglo XX fue la publicación el 25 de septiembre de 1934 del Código de Circulación, que marcaría toda la regulación en materia de tráfico, circulación de vehículos a motor y seguridad vial hasta comienzos del siglo XXI. Sus últimos artículos en vigor no se derogarían hasta la aprobación del Reglamento General de Conductores en 2009. 
No sería hasta los años 1950 cuando el auge automovilístico en España obligase a la creación de un organismo de gestión del tráfico. En 1959 para hacer frente a las necesidades de la creciente motorización se procede a integrar las distintas competencias dispersas entre distintos Ministerios. 
Desde su creación en dicho año, el Organismo Jefatura Central de Tráfico se encuentra adscrito al Ministerio de Interior (antiguo Ministerio de Gobernación). La naturaleza jurídica de la Jefatura Central de Tráfico es la de Organismo Autónomo definido en la Ley 40/2015 de Régimen Jurídico del Sector Público cuya finalidad no es otra que el desarrollo de acciones tendentes a la mejora del comportamiento y formación de los usuarios de las vías y de la seguridad y fluidez de la circulación de vehículos, así como de la prestación al ciudadano de todos los servicios administrativos pertinentes.
Uno de los grandes focos de trabajo de la DGT es la reducción de la siniestralidad vial. Desde que se alcanzó el mayor pico de siniestralidad en 1989, con 5.940 fallecidos en las carreteras de España, el organismo decidió llevar a cabo una política vial de mano dura, campañas de concienciación y reeducación vial, consiguiendo una reducción sostenida desde entonces. Con la llegada del siglo XXI, tras un intenso trabajo de la DGT, las cifras de siniestralidad españolas se igualaron a otros países europeos.
Desde sus inicios, la Dirección General de Tráfico ha ido mejorando y especializando sus instalaciones. En el ámbito territorial domina todas las provincias y grandes ciudades a través de las Jefaturas Provinciales. En 1982 inició las actividades telemáticas viales de señalización variable y la sensorialización, con el fin de mejorar la seguridad vial. Además la DGT es pionera en el uso de la tecnología WAP (acceso a internet desde el dispositivo móvil) para consulta del estado del tráfico o incidencias en la vía.
En 2016, con el aumento de la conciencia social por la contaminación, se crearon los distintivos ambientales que pretenden clasificar a los vehículos según sus emisiones contaminantes en favor de los objetivos de la Unión Europea en el ámbito medioambiental.
En 2021 se creó la Plataforma Digital DGT 3.0 o Plataforma Vehículo Vehículo Conectado 3.0 con la previsión de la llegada de la tecnología 5G a España en 2025. Mediante la conexión de los vehículos a una base de datos central, dependiente de la DGT, se puede analizar el estado del tráfico en tiempo real, aportar la ubicación exacta de un accidente e informar a los vehículos que circulan por esa vía de cualquier problema en la carretera. El desarrollo de esta plataforma fue adjudicado mediante concurso a una sociedad participada por KPMG, la start up Inspice y Pons Seguridad Vial.

## Estructura orgánica

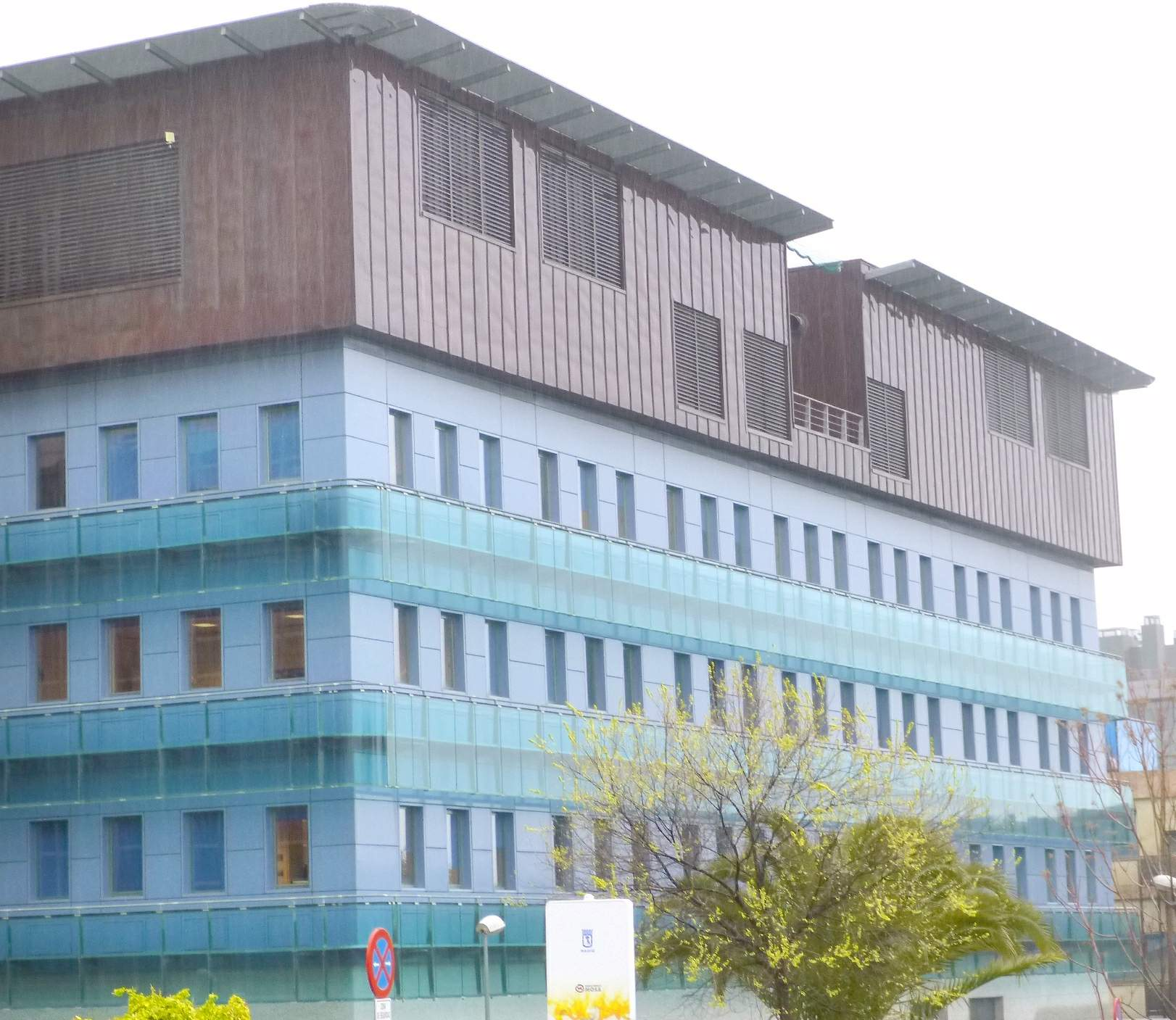
Sede de la DGT en la calle Josefa Valcárcel de Madrid.

La Jefatura Central de Tráfico está integrada por una estructura central y una estructura periférica integradas en el propio Ministerio del Interior a través de la figura del director general de Tráfico.
La estructura central (o servicios centrales) es propiamente la Dirección General de Tráfico, que tal y como recoge el Real Decreto 952/2018, de 27 de julio, está integrada por los siguientes órganos y competencias:

### Dirección y Gabinete
El departamento de dirección se encarga de la supervisión general de la Institución y de cualquier función no explícitamente delegada en las subdirecciones generales. Le corresponde a la Dirección: La programación estratégica del Organismo, así como la comunicación y divulgación relacionada con el tráfico y la seguridad en la circulación vial.

### Secretaría General
Corresponde a este departamento las siguientes funciones:
- La gestión de los recursos humanos del Organismo.
- La gestión presupuestaria, económica, conservación y custodia del patrimonio.
- El diseño e implantación de nuevos métodos de trabajo.
- Labor inspectora del Organismo.
- La dirección y coordinación de los programas de calidad y la dirección de la unidad de transparencia del Organismo.
- El impulso, coordinación y puesta en marcha de los servicios de administración electrónica.
- La gestión de las tecnologías de la información y comunicaciones (TIC) del Organismo corresponde, bajo la dependencia de la Secretaría General, a la Gerencia de Informática.

### Subdirección General de Gestión de la Movilidad y Tecnología
Posee las siguientes funciones:
- La elaboración de instrucciones sobre vehículos y los procedimientos administrativos relacionados con el Registro de Vehículos.
- La regulación, ordenación, gestión, vigilancia y disciplina del tráfico en vías interurbanas y travesías.
- La implantación, mantenimiento y explotación de los medios y sistemas inteligentes de transporte necesarios, así como propuestas de mejora de la seguridad vial en las vías para reducir la accidentalidad.
- El suministro de información sobre el estado del tráfico en tiempo real.
- El establecimiento de las directrices para la formación y actuación de los agentes de la autoridad en materia de tráfico y circulación de vehículos.
- La resolución sobre la instalación de videocámaras y dispositivos análogos para el control, regulación, vigilancia y disciplina del tráfico.

### Observatorio Nacional de Seguridad Vial
El Observatorio fue creado en 2004 siendo director general de Tráfico Pere Navarro Olivella como objetivo enmarcado dentro del Plan Estratégico de seguridad vial 2004-2008. En 2012, con la llegada de María Seguí Gómez este departamento desapareció, pero fue de nuevo retomado en 2018 con el segundo mandato de Pere Navarro. Sus funciones son: 
- La elaboración y divulgación periódicamente de estadísticas y datos sobre accidentes y emergencias en el ámbito de las competencias del organismo.
- La elaboración de los planes y estrategias en el ámbito de las políticas viales.
- El impulso de la investigación y de la innovación en materia de seguridad vial.
- El apoyo a las víctimas por accidente de tráfico y el impulso de las actividades promovidas por las entidades y organizaciones sin ánimo de lucro cuyo objeto primordial sea su atención, defensa o representación.
- Representación del organismo en la esfera internacional, así como el trabajo conjunto con los órganos similares de otros países.

### Subdirección General de Formación y Educación Vial
- La gestión de la educación vial, la formación de conductores y la organización de pruebas de aptitud.
- La regulación, el registro y el control de las escuelas particulares de conductores y de los centros habilitados para la evaluación de las aptitudes psicofísicas de los conductores.
- La determinación de requisitos de aptitud psicofísica para la obtención y renovación de las autorizaciones administrativas para conducir.
- Información vial (seguridad y educación) e información al usuario.

### Unidad de Normativa
- La facultad de determinar la normativa técnica básica en materia de tráfico y seguridad vial.
- La elaboración de estudios, propuestas y anteproyectos de disposiciones sobre tráfico y seguridad vial.
- La tramitación de expedientes sancionadores en materia de tráfico, de declaraciones de nulidad, a través del Centro Estrada establecido en León.

## Organización territorial

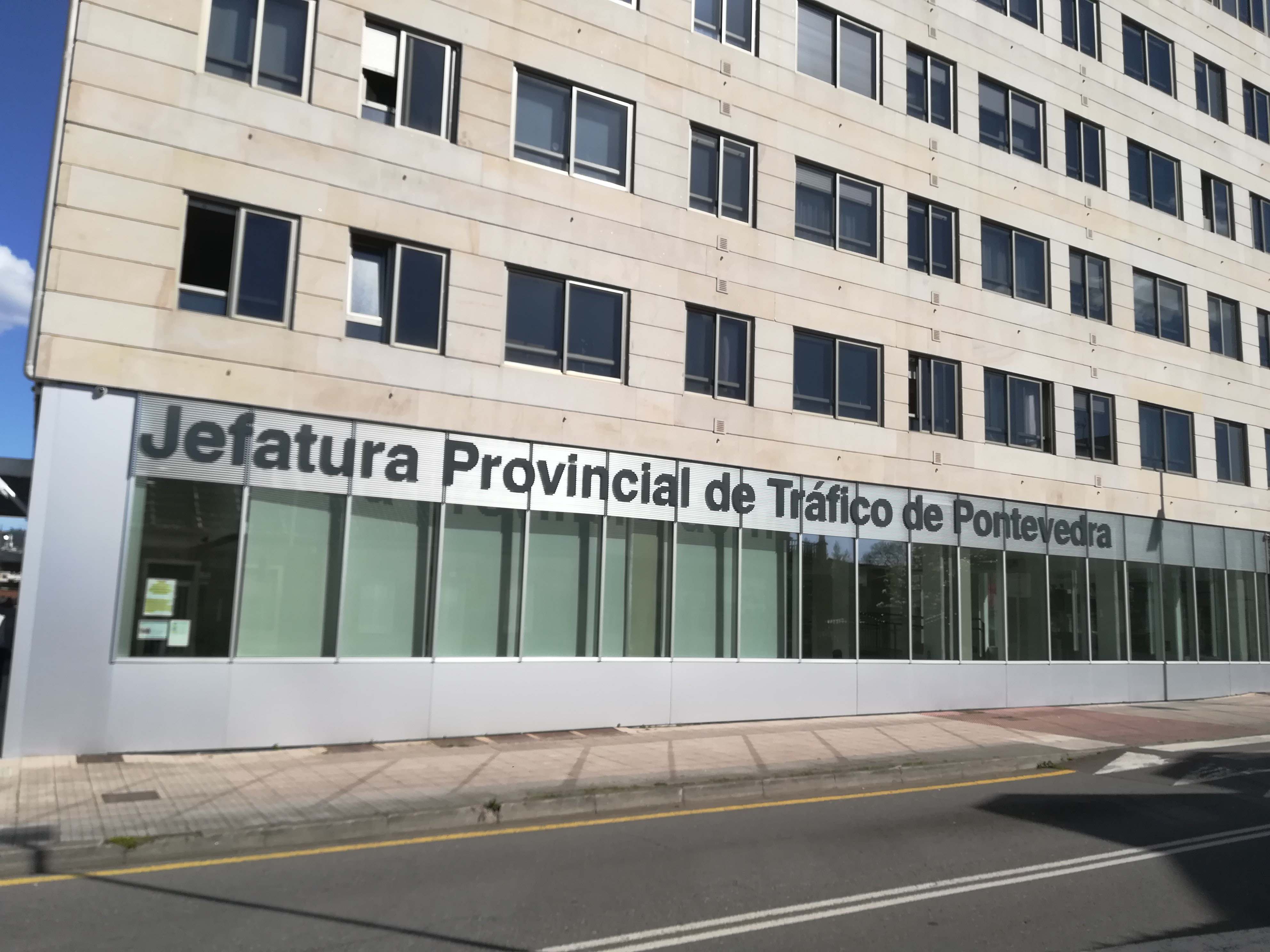
Jefatura Provincial de Tráfico de Pontevedra.

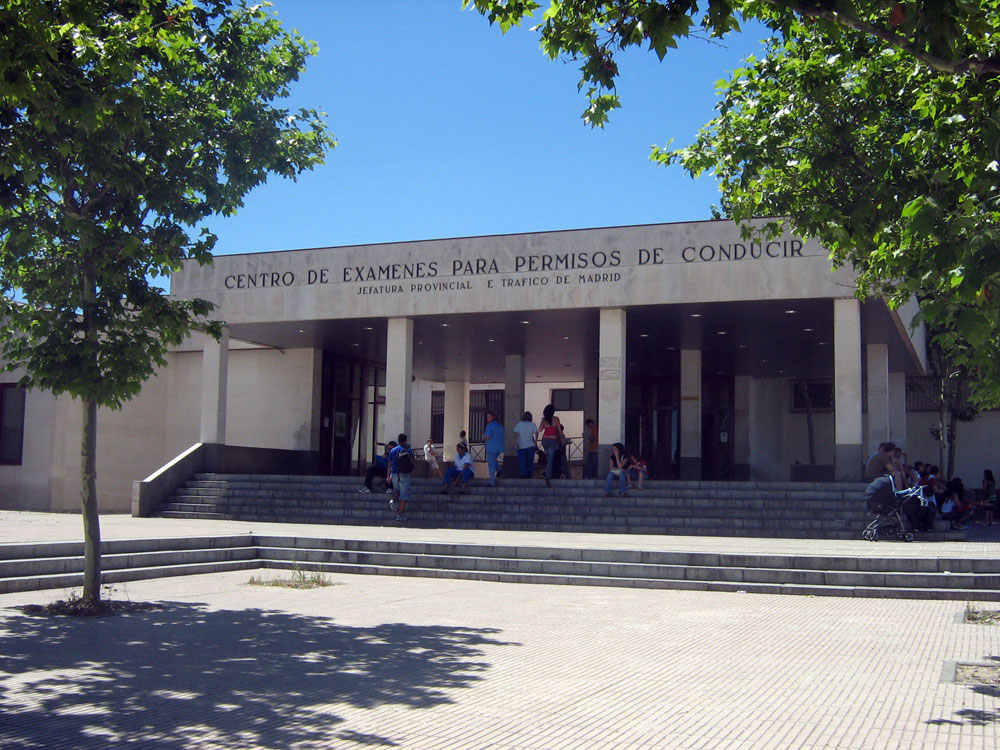
Centro de exámenes teóricos de la Jefatura Provincial de Tráfico (JPT) de Madrid, en el municipio de Móstoles.

La administración territorial se compone de 50 Jefaturas Provinciales de Tráfico, una por provincia, dos jefaturas locales de Tráfico en Ceuta y Melilla y 15 oficinas locales de Tráfico (en Alcorcón, Alcira, Cartagena, Elche, Fuerteventura, Gijón, Ibiza, Lanzarote, La Línea de la Concepción, Menorca, La Palma, Sabadell, Santiago de Compostela, Talavera de la Reina y Alcalá de Henares).
En cada Jefatura de Tráfico se realizan los diferentes trámites relacionados con el vehículo, que entre otros pueden ser:
- Cambios de titularidad.
- Duplicado del Permiso de Circulación
- Baja definitiva tanto por exportación como por desguace.
- Baja temporal del vehículo.
- Cambio de datos en el Permiso de Circulación.
- Cambio de residencia del titular del vehículo.

o con el Permiso de Conducir, que entre otros pueden ser: 
- Renovar el Permiso de Conducir
- Canjes
- Duplicado
- Cambio de domicilio

o procedimiento sancionador por infracciones de tráfico en el ámbito interurbano. En estas labores cuenta con el apoyo de la Agrupación de Tráfico de la Guardia Civil.
En el año 2013, la DGT empieza a crear un sistema de cita previa por internet. En una primera fase, es únicamente para las Jefaturas con mayor demanda de trámites, que luego se extendería a todas las Jefaturas. En la actualidad, es necesaria cita previa para cualquier gestión relacionada con Tráfico.

## Campañas de sensibilización

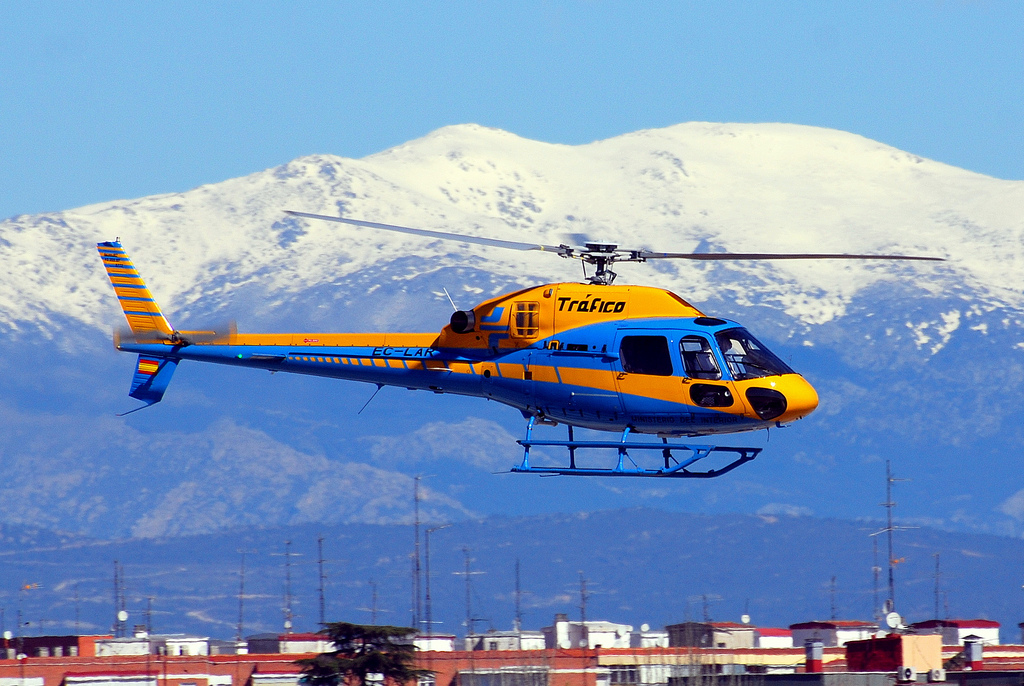
Helicóptero de la DGT sobrevolando las carreteras en la Comunidad de Madrid.

A pesar de los múltiples controles que realizan los guardias civiles de tráfico a lo largo de todo el año y más aún, en puentes o fiestas nacionales importantes, también la DGT es conocida por sus campañas impactantes que no dejan nada a la imaginación por la plasmación de la realidad que hacen.
Son muchas las personas impactadas por las imágenes que ofrecen en sus campañas para llegar a la población y concienciarlas. En esta nueva era digital son muchas las tecnologías utilizadas y es algo que los jóvenes, sobre todo, conocen y utilizan. Cada vez son más los jóvenes que quedan impactados por la difusión tanto en televisión, en Internet, o en cualquier otro medio, aunque también son muchos los que hacen caso omiso a estos mensajes y siguen cometiendo las mismas infracciones.
En materia de educación vial la DGT también imparte cursos a profesores, policías locales, autoescuelas o profesionales de los Centros de Reconocimiento de Conductores. Por su parte, los planes estratégicos de seguridad vial han logrado importantes avances en la reducción de la siniestralidad vial. Por ejemplo, el Plan Estratégico de Seguridad Vial 2021-2030 tiene como objetivo la reducción de la siniestralidad en carreteras en un 50 %.

## Lista de directores generales de tráfico
| Mandato       | Directores                      |
| ------------- | ------------------------------- |
| 1959-1971     | José Luis Torroba Llorente      |
| 1971-1974     | Carlos Muñoz-Repiso y Vaca      |
| 1974-1976     | José Ignacio San Martín López   |
| 1976-1978     | Jesús García Siso               |
| 1978-1980     | José María Fernández Cuevas     |
| 1980-1982     | Antonio Ramón Bernabéu González |
| 1982-1986     | José Luis Martín Palacín        |
| 1986-1987     | David León Blanco               |
| 1987-1988     | Rosa de Lima Manzano Gete       |
| 1988-1996     | Miguel María Muñoz Medina       |
| 1996-2004     | Carlos Muñoz-Repiso Izaguirre   |
| 2004-2012     | Pere Navarro Olivella           |
| 2012-2016     | María Seguí Gómez               |
| 2016-2018     | Gregorio Serrano López          |
| 2018-presente | Pere Navarro Olivella           |

## Datos seguridad vial
La DGT se encarga de recoger los datos relativos a la seguridad vial en España y elaborar informes anuales llamados Principales Cifras de la Siniestralidad Vial, donde se recogen diferentes indicadores como el número de fallecidos por año. Desde que hay registros (1960) las cifras fueron aumentando cada año con el aumento del parque de vehículos, alcanzando su mayor pico de siniestralidad en 1989, con 5940 fallecidos en las carreteras de España. Desde ese año se decidió llevar a cabo una política vial de mano dura, campañas de concienciación y reeducación vial, consiguiendo una reducción sostenida desde entonces. Con la llegada del siglo XXI, las cifras de siniestralidad españolas se igualaron a otros países europeos. En 2010, la cifra anual de fallecidos bajó de 2000 por primera vez en España desde 1966. En 2019 las cifras rondaban los 1200 fallecidos al año en vías interurbanas.  Desde el 1 de agosto de 2019, la DGT cuenta con tres drones, encargados de denunciar infracciones en las carreteras españolas, que surcan los cielos a una altitud de 120 metros. En julio de 2020, la DGT empezó a hacer pruebas con el radar Trukam II, capaz de detectar infracciones a más de un kilómetro de distancia y hasta los 320 kilómetros por hora. 

### Cifras de fallecidos en elsigloXXI
| Fallecidos en vías urbanas e interurbanas (a 30 días después del accidente) |
|                                                                             |
| Fuente: DGT, EPData                                                         |

| Fallecidos en vías interurbanas (a 30 días después del accidente) |
|                                                                   |
| Fuente: DGT, EPData                                               |

## Recaudación
La Dirección General de Tráfico recauda una gran cantidad de dinero al año, tanto en sanciones a conductores como en tasas. En 2019, la DGT declaró una recaudación de alrededor de 374,3 millones de euros en multas junto a 686,2 millones de euros recibidos de tasas, de los que casi 85 millones se corresponden con la Inspección Técnica de Vehículos. El año que más dinero en tasas cobró fue 2019, con esos 686,2 millones, mientras que el máximo obtenido por sanciones fue en 2009, con casi 466 millones de euros, es decir, 1,27 millones de euros al día. El Ministerio de Hacienda señaló que las cuentas presentadas no cuadran con «la imagen fiel del patrimonio y la situación financiera» del organismo y alertó del riesgo de fraude y de mengua de esos fondos públicos, situación que se viene repitiendo varios años.